# 头孢拉定
头孢拉定（INN：cefradine，BAN：cephradine）是一种抗生素，为第一代头孢菌素。

## 抗菌谱
头孢拉定对部分革兰氏阳性球菌（金黄色葡萄球菌、凝固酶阴性葡萄球菌、A组溶血性链球菌溶血性链球菌、肺炎链球菌、草绿色链球菌等）具有抗菌作用。对厌氧革兰氏阳性菌敏感。其作用与头孢氨苄相似。对淋球菌有一定活性。
脆弱拟杆菌、耐甲氧西林葡萄球菌属、肠球菌属对头孢拉定耐药。

## 适应症
- 由肺炎链球菌和A组β-溶血性链球菌引起的呼吸系统感染（如扁桃体炎、急性咽炎、中耳炎、支气管炎、肺炎等）
- 由A组β-溶血性链球菌、肺炎链球菌、流感嗜血杆菌和葡萄球菌引起的中耳炎。
- 由A组β-溶血性链球菌和耐青霉素或敏感的葡萄球菌引起的皮肤感染。
- 由大肠杆菌、奇异变形杆菌、克雷伯氏菌属引起的泌尿生殖系统感染（如前列腺炎等）。

## 合成
(1)左旋苯甘氨酸经伯奇还原反应生成二烯类中间体(2)。(2)先用叔丁基叠氮酸盐保护氨基，再用氯甲酸异丁酯经混合酸酐法得到中间体(3)。(3)与7-氨基去乙酰氧基头孢烷酸（7-ADCA）(4)反应再去掉氨基保护基即可得到头孢拉定(5)。

头孢拉定合成路线: